# ویلکرن
ویلکرن (به فرانسوی: Villecresnes) یک کمون در حومه جنوب شرقی شهر پاریس، فرانسه است و در فاصله ۲۰٫۱ کیلومتری از مرکز پاریس واقع شده‌است.

## ساکنان قابل توجه
- ویلیام اریگوئن (متولد ۱۹۷۰), روزنامه‌نگار، زاده ویلکرن
- الکساندرا لامی (متولد ۱۹۷۱), بازیگر فرانسوی، زاده ویلکرن

## شهرهای خواهرخوانده
- زیبیدو سان جاکومو، ایتالیا از ۲۰۱۰
- واینهورن، آلمان از ۲۰۱۰

## هم چنین ببینید
- Communes of the Val-de-Marne department